# Sphaeronella dikrothrix
Sphaeronella dikrothrix is een eenoogkreeftjessoort uit de familie van de Nicothoidae. De wetenschappelijke naam van de soort is voor het eerst geldig gepubliceerd in 1969 door Kornicker & Bowman.